# Еон (цар Аксуму)
Еон (*д/н — 432) — цар Аксуму в 400—432 роках.

## Життєпис
Посів трон близько 400 року після царя Вазеби II. Насамперед відомий за своїми монетами. Дослідники ототожнюють його з Гіуном, якого згадано в «Книгі Хім'яритів», яка оповідає про похід до Південної Аравії, що відбувся між 420 і 430 роками. На трон Хим'яру було поставлено християнина  Мудікараба Яфіра (відомого як Зу Шанатір), що визнав зверхність Аксуму. 
Ймовірно Еон на відміну від своїх попередників розпочав активні кампанії проти Хім'яру. Про це свідчить використання на монетах напису «+ BAC + CIN + BAX + ABA», яке на думку вченого Манро-Хея перекладається як «цар Хабеш». Хабеш південноаравійська назва Аксуму.
Також є згадки, що в цей час Аксум був вірним союзником Візантійської імперії. Помер близько 432 року. Йому спадкував Ела-Аміда.